# Friedrich Fischer (Politiker, 1815)
Christian Friedrich Fischer (* 12. September 1815 in Pausa; † 4. März 1874 in Hohenleuben) war ein deutscher Webermeister und Politiker.

## Familie
Friedrich Fischer war der Sohn des Ratsdieners Christian August Fischer und dessen Ehefrau Johanna Rosina Heuschkel. Fischer, der evangelisch-lutherischer Konfession war, heiratete am 5. März 1840 in Hohenleuben Agnes geborene Timming.

## Leben
Friedrich Fischer war Webermeister in Hohenleuben. 1851 bis 1874 war er Bürgermeister von Hohenleuben. Ab 1851 war er dort auch Postagent. Er war 1852 (als Stellvertreter von Eduard Alberti) und 1865 Mitglied im Landtag Reuß jüngerer Linie.